# Паломо, Тони
Антонио «Тони» Манибусан Паломо (англ. Antonio Manibusan Palomo; 13 июня 1931 — 1 февраля 2013) — гуамский политик, историк, журналист, обозреватель и академик, а также сенатор в Законодательном собрании Гуама и директор музея Гуама с декабря 1995 года по июнь 2007 года.

## Детство и юность
Паломо родился в Агане (ныне Хагатна), Гуам, 13 июня 1931 года и был самым старшим из девяти детей. Посещал начальную школу Падре Паломо и Агана.
Ему было десять лет, когда 8 декабря 1941 года японские войска напали на Гуам, что привело к оккупации острова на время Второй Мировой войны. Паломо окончил подготовительную школу Belmont Abbey College в Шарлотте, Северная Каролина в 1950 году. Затем он получил степень бакалавра наук в области журналистики в Колледже журналистики Университета Маркетт, иезуитского университета в Милуоки, штат Висконсин в 1954 году. Позже Паломо начал свою журналистскую карьеру в качестве копирайтера в Milwaukee Sentinel.
Паломо вернулся на Гуам после окончания обучения в Университете Маркетт. Он женился на своей жене Маргарите в 1958 году, и пара смогла воспитать десять детей.

## Карьера

### Журналистика
Паломо начал свою журналистскую карьеру на Гуаме в качестве корректора и репортёра в газете Guam Daily News (предшественник современной газеты Pacific Daily News).  Он работал помощником главного редактора и спортивным редактором Guam Daily News с 1954 по 1963 год. Помимо работы в Pacific Daily News, Паломо также работал корреспондентом Associated Press на Гуаме и репортером тихоокеанского издания Stars and Stripes, освещая войну во Вьетнаме.
Паломо также сотрудничал с другими журналами и газетами. Он редактировал еженедельную газету Pacifica; был издателем и редактором ежемесячного журнала Pacific Profile; и работал редактором ежедневной газеты Pacific Journal.

### Политика
В 1969 году Паломо был председателем первого Конституционного собрания Гуама. Также он был членом первой Комиссии по самоопределению Гуама. В качестве официального делегата Гуама, он присутствовал на Южно-Тихоокеанской конференции, предшественнице Секретариата Тихоокеанского сообщества, состоявшейся в Нумеа, Новая Каледония. Паломо консультировал делегацию США в Южно-Тихоокеанской комиссии. В течение короткого времени Паломо был генеральным директором Туристической комиссии Гуама, предшественницы современного Туристического бюро Гуама.
Тони Паломо стал специальным помощником первого избранного губернатора Гуама Карлоса Камачо. Также Паломо был менеджером по документации и административным директором Законодательного собрания Гуама 8-го созыва до того, как баллотировался на выборную должность.
Паломо был избран сенатором на 12-м, 14-м и 15-м законодательных собраниях Гуама в 1970-х и начале 1980-х годов. Во время своего пребывания на посту сенатора, он занимал пост председателя Комитета по правилам и Комитета по территориальным и федеральным делам.
Покинув свой пост, Паломо стал специальным помощником помощника министра внутренних дел США в 1982 году, а также представителем Департамента внутренних дел на Гуаме. Некоторое время он занимал должность исполняющего обязанности помощника министра внутренних дел по территориальным и международным делам.

### История
Паломо преподавал историю в Гуамском университете и Гуамском муниципальном колледже. В 1984 году он опубликовал книгу «Остров в агонии», документирующую быт чаморро во время Второй мировой войны и японской оккупации Гуама.
Также он был директором Музея Гуама с декабря 1995 года по июнь 2007 года и активно поддерживал идею строительства постоянного здания для музея.
5 февраля 2013 г., всего через четыре дня после смерти Паломо, состоялась церемония закладки фундамента нового постоянного музея стоимостью 27 миллионов долларов, который должен был открыться в 2014 г.  Закладка фундамента музея, который будет построен на Skinner Plaza в Хагатне присутствовали вдова Паломо, Маргарита и губернатор Эдди Кальво, который отдал дань уважения Паломо, а также другому известному гуамскому историку Дирку Баллендорфу , скончавшемуся 4 февраля 2013 года.

## Смерть
Тони Паломо умер в Мемориальной больнице Гуама в Тамунинге, Гуам, 1 февраля 2013 года в возрасте 81 года. У него остались жена Маргарита и их десять детей.  Государственные похороны Паломо прошли на Законодательном собрании Гуама 11 февраля 2013 года. Хвалебную речь в его честь произнесли бывший сенатор Эдди Дуэнас, а певцы Джесси Биас и Руби Аквинингок Сантос спели «Усеянное звёздами знамя» и Гимн Гуама.
Паломо был похоронен на кладбище Пиго.

## Внешние ссылки
- Библиотека Конгресса: признание Антонио Паломо членом Палаты Представителей